# Port lotniczy Iskandarija
Port lotniczy Iskandarija (ICAO: ORAI) – międzynarodowy port lotniczy położony w Iskandariji, w Iraku.